# Ottar Birthing
Ottar Birthing o Birting (m. 1146-7) fue un noble lendmann de Trondheim, Noruega a finales de la era vikinga. Aunque era de origen humilde, logró la confianza del rey Sigurd el Cruzado por su lealtad. 
Inició su trayectoria en el hird real como kerti-sveinar (hombre cirio o portador de la vela), uno de los escalafones más bajos que normalmente estaba destinado a los más jóvenes que tenían esperanzas de progresar. En un acto de valentía, arriesgó su vida para rescatar el libro del rey en un incendio, y como agradecimiento es recompensado con el título de lendmann que era el rango más alto del hirdskraa.
Tras la muerte de Sigurd fue consejero de Sigurd II de Noruega, pero debido a su matrimonio con Ingrid Ragnvaldsdotter, viuda de Harald IV de Noruega, cambió su opinión y apoyó las reivindicaciones a la corona de su hijo, Inge. La situación desemboca en la muerte de Ottar Birthing por los partidarios de Sigurd, en Nidaros, un crimen mal recibido por los granjeros de Trondheim y casi le costó la corona a Sigurd.